# Angophora woodsiana

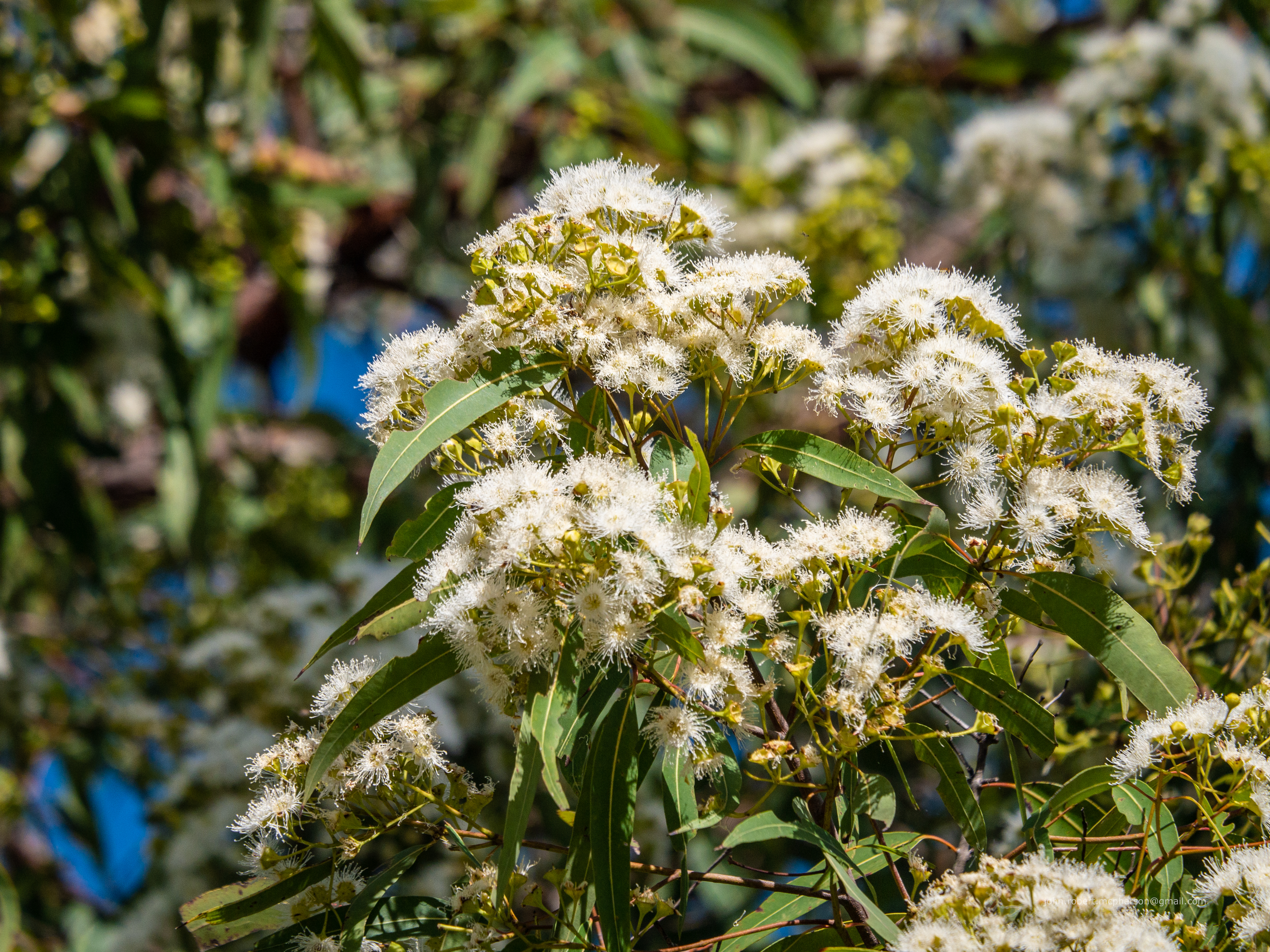
Blütenstand

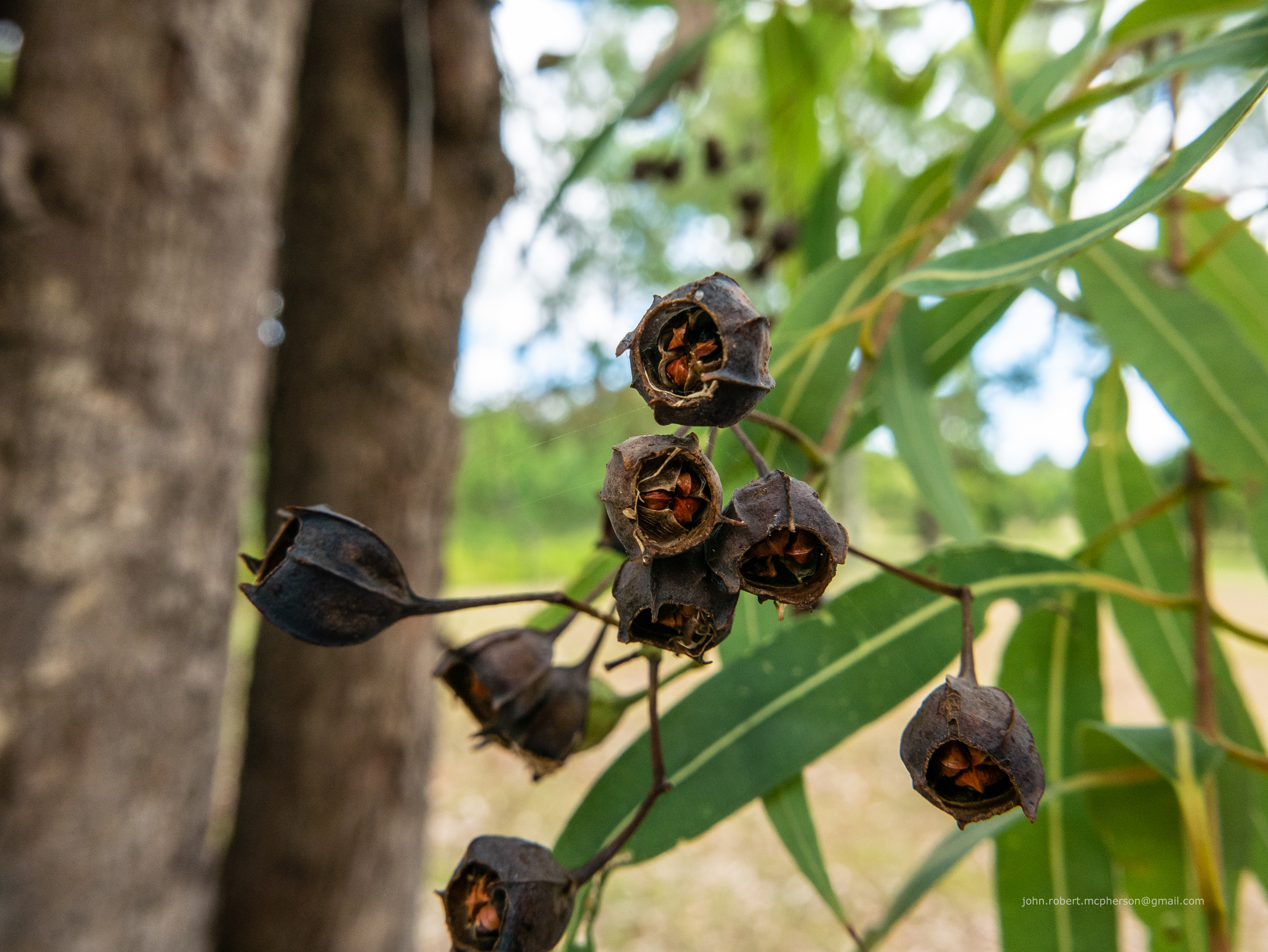
Fruchtstand

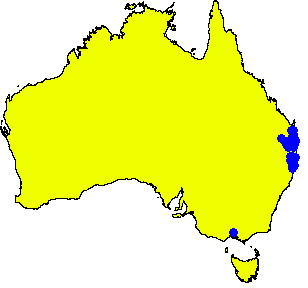
Verbreitung (Daten von Australasian Virtual Herbarium)

Angophora woodsiana ist eine Pflanzenart innerhalb der Familie der Myrtengewächse (Myrtaceae). Sie kommt im Nordosten von New South Wales und im Südosten von Queensland vor und wird dort „Rough-barked Apple“, „Smudgy Apple“, „Smudgy“ oder „Smudgee“ genannt.

## Beschreibung

### Erscheinungsbild und Blatt
Angophora woodsiana wächst als Baum, der Wuchshöhen von bis zu 20 Meter erreicht. Die Borke verbleibt am gesamten Baum, ist grau oder blassbraun und kurzfasrig.
Bei Angophora woodsiana liegt Heterophyllie vor. Die einfachen Laubblätter sind immer gegenständig an den Zweigen angeordnet. Die sitzenden Laubblätter an jungen Exemplaren besitzen steife, einfache Haare sowie borstige Drüsenhaaren (Trichome). An mittelalten Exemplaren sind die Laubblätter gerade, ganzrandig und matt grün. Die Laubblätter an erwachsenen Exemplaren sind in Blattstiel und -spreite gegliedert. Ihr Blattstiel ist 12 bis 18 mm lang. Ihre einfache Blattspreite ist bei einer Länge von 8 bis 14 cm und einer Breite von 1,2 bis 3,0 cm lanzettlich mit spitzem Spreitengrund und spitzem oberen Ende. Die Blattober- und Unterseite ist verschieden gefärbt. Die Seitennerven stehen in engen Abständen in einem stumpfen Winkel zum Mittelnerv. Die Keimblätter (Kotyledonen) sind fast kreisförmig.

### Blütenstand und Blüte
Endständig auf einem 15 bis 32 mm langen, kahlen oder steif behaarten Blütenstandsschaft stehen in zusammengesetzten Gesamtblütenständen mehrere Teilblütenstände. Der kahle oder steif behaarte Blütenstiel ist 15 bis 25 mm lang. Die Blütenknospen sind bei einer Länge sowie einem Durchmesser von je 6 bis 10 mm kugelig. Die zwittrigen Blüten sind cremeweiß. Die vier Kelchblätter sind zu vier Kelchzähnen auf dem gerippten Blütenbecher (Hypanthium) reduziert. Die vier Kronblätter besitzen eine Breite sowie eine Länge von je 3 bis 4 mm.

### Frucht und Samen
Die gestielte Frucht ist bei einer Länge sowie einem Durchmesser von je 10 bis 15 mm eiförmig oder zylindrisch und meist verjüngt sie sich zur Spitze hin. Der Diskus ist flach und vom Rand des Blütenbechers verdeckt oder auch eingedrückt. Die Fruchtfächer sind eingeschlossen. Die kniescheibenförmigen Samen sind regelmäßig und abgeflacht, glatt sowie seidenmatt rot.

## Vorkommen
Das Verbreitungsgebiet von Angophora woodsiana befindet sich an der Küste von Queensland, um Brisbane, und der Küste von New South Wales, nördlich von Coffs Harbour. Man findet Angophora woodsiana aber auch auf der Great Dividing Range um Toowoomba. Angophora woodsiana kommt weitverbreitet verstreut und örtlich auch häufig vor.
Angophora woodsiana gedeiht hauptsächlich auf sandigen Böden über Sandstein.

## Taxonomie
Die Erstbeschreibung von Angophora woodsiana erfolgte 1881 durch Frederick Manson Bailey in Proceedings of the Linnean Society of New South Wales, Volume 6, S. 143. Das Typusmaterial weist die Beschriftung „In planitie vulgo dict. “Eight Mile Plains”, prope Brisbane una cum Eucalypto tum Baileyano tum Planchoniana invenitur“ auf. Synonyme für Angophora woodsiana F.M.Bailey sind Angophora intermedia var. woodsiana (F.M.Bailey) F.M.Bailey, Angophora lanceolata var. woodsiana (F.M.Bailey) Maiden, Angophora floribunda var. woodsiana (F.M.Bailey) Domin und Eucalyptus woodsiana (F.M.Bailey) Brooker.